# Sport Club Dilettanti Marsala 1912
Maillots
Le Sport Club Dilettanti Marsala 1912 est un club de football italien basé à Marsala, en Sicile. Le club évolue pour la saison 2015-2016 en Serie D. Fondé en 1912, le club est dissout en 2000 avant d’être refondé en 2006.

## Histoire
Le club de Marsala est fondé en 1912. Elle se nomme d'abord Lilybeum, qui est le nom de la ville à l'époque romaine. Après la Première Guerre Mondiale, il participe à la Coppa Federale Siciliana aux côtés de clubs tels que Palerme ou Messina. Le club perd en demi finale contre Palerme, le futur vainqueur. Néanmoins, le club reste longtemps au niveau amateur. 
C'est à partir de 1942 que Marsala devient professionnel, à la suite de sa sixième place en Serie C. Au total, le club à participer 28 fois à la compétition. En 1960, le SC Marsala manque de peu la montée en  Serie B. L'équipe sicilienne a contribué au lancement de plusieurs joueurs prometteurs tel que Marco Materazzi ou Patrice Évra.
En 2000, après une relégation en Serie D, Marsala fait faillite et fait face à la dissolution. Peu après, une nouvelle équipe du nom de Associazione Sportiva Marsala 2000 voit le jour et sera promu en Serie D. De nouveaux problèmes financiers et une relégation signe la fin de l'équipe en 2004.
En 2006, le club de Marsala revoit le jour grâce à un groupe d’entrepreneurs et se retrouve en seconde catégorie du championnat de Sicile. La ville compte également d'autres équipes durant cette période étant l'USD Petrosino Marsala et le SC Marsala ASD. L'année suivante, le SC Marsala, après une tentative ratée avec le SC Marsala ASD, se fusionne avec l'US Kennedy Birgi 1967 et participe à la Promozione, championnat régional. Durant la saison 2008-2009, Marsala est promu en Eccellenza, cinquième division italienne, à la suite de sa victoire dans les plays off. Le club retrouve la serie D après son sacre en Eccellenza en 2010.

## Changements de nom
- 1912-1941 : Marsala Football Club
- 1941-1945 : Gruppo Sportivo Marinai d'Italia
- 1945-1985 : Sport Club Marsala
- 1985-2006 : Sport Club Marsala 1912
- 2006-2010 : Sport Club Marsala 1912 Associazione Sportiva Dilettantistica
- 2010-2018 : Società Sportiva Dilettantistica Sport Club Marsala 1912
- 2018- : Sport Club Dilettanti Marsala 1912

## Couleurs et symboles du club
Les couleurs officielles de Marsala tout au long de son histoire sont le bleu et le blanc. En 2009, l'hymne officiel du club est rédigé par le chanteur-compositeur-interprète Mark Messineo Marsala. Elle se nomme « Marsala siamo noi 1912 » (« Nous sommes Marsala 1912 »).

## Palmarès
- Promotion en Prima categoria
  - 2006-2007

- Promotion en Promozione
  - 1986-1987[Note 2]
  - 2007-2008

- Promotion en Eccellenza
  - 2008-2009[Note 3]

- - Promotion en Serie D
  - 1956-1957
  - 1987-1988 (fusion avec Pro Marsala)
  - 2001-2002[Note 4]
  - 2009-2010

- Promotion en Serie C2
  - 1994-1995

- Promotion en Serie C1
  - 1948-1049
  - 1957-1958
  - 1967-1968[Note 5]
  - 1972-1973
  - 1997-1998

## Personnalité notables

### Joueurs
- Pietro Accardi
- Gabriele Cioffi
- Patrice Évra
- Marco Materazzi
- Florian Radu
- Gaspare Umile

### Entraîneurs
- Carmelo Di Bella
- Ettore Trevisan